# 170395 Nicolevogt
170395 Nicolevogt è un asteroide della fascia principale. Scoperto nel 2003, presenta un'orbita caratterizzata da un semiasse maggiore pari a 2,5301222 UA e da un'eccentricità di 0,1870202, inclinata di 10,80350° rispetto all'eclittica.